# Seznam evroposlancev iz Italije
Seznam evroposlancev iz Italije je krovni seznam.

## Seznami
- seznam evroposlancev iz Italije (1973-1979)
- seznam evroposlancev iz Italije (1979-1984)
- seznam evroposlancev iz Italije (1984-1989)
- seznam evroposlancev iz Italije (1989-1994)
- seznam evroposlancev iz Italije (1994-1999)
- seznam evroposlancev iz Italije (1999-2004)
- seznam evroposlancev iz Italije (2004-2009)
- seznam evroposlancev iz Italije (2009-2014)
- seznam evroposlancev iz Italije (2014-2019)
- seznam evroposlancev iz Italije (2019-2024)
- poimenski seznam evroposlancev iz Italije